# Ginásio Ivo Silveira
O Ginásio Ivo Silveira é um Ginásio pertencente a prefeitura de Chapecó, cidade localizada na capital Oeste catarinense no Sul do Brasil. 
O ginásio está localizado próximo ao centro da cidade de Chapecó ao lado da Arena Condá, antigo Estádio Regional Índio Condá, na Rua Clevelândia e de frente para a Avenida Assis Brasil, ao lado do Centro de Eventos Plínio Arlindo de Nes. 
No ginásio Ivo Silveira são disputados os jogos de futsal, voleibol, basquete, e demais esportes. Conta com piso emborrachado e tem capacidade para 1.500 pessoas. Ao lado do Ginásio Ivo Silveira, se encontra um segundo Ginásio conhecido como o Silveirinha'. Os dois ginásios serão demolidos para construção e ampliação, transformando-os em uma arena esportiva multiuso de futsal e outras modalidades esportivas. A arena esportiva contará com uma capacidade de 4.200 a 4.500 pessoas sentadas. O empreendimento custará quatro milhões de reais.[carece de fontes?]